# 旅するハイビジョン 全国百線鉄道の旅
旅するハイビジョン 全国百線鉄道の旅（たびするハイビジョン ぜんこくひゃくせんてつどうのたび）は、BSフジが制作・放送していた鉄道旅番組である。ハイビジョン制作。第50回以降は字幕放送を行っていた。
番組は2003年から2004年にかけて制作され、その後は再放送が繰り返されていたが、2006年から再び新作が登場するようになった。その後も再放送が繰り返されたが、2010年2月からは毎月新作が放送されていた。
「甦れ!東北の鉄路」シリーズは、通常の放送とは異なるドキュメンタリー番組であり、「全国百線～」のタイトルは無いが、公式サイトにおいて本シリーズも同系列番組として紹介されているため、ここでスペシャルに併せて記述する。

## 放送時間
- 第1・2日曜日 15:00 - 15:55（2013年10月 - 2014年9月28日）
- 金曜日 18:00 - 18:55（2013年4月 - 2013年9月）
- 木曜日 22:00 - 22:55（2010年4月 - 2013年3月）
- 再放送 土曜日 8:00 - 8:55（2010年10月 - 2012年3月、内容は同一）
- 以前は食と旅のフーディーズTVでも一部の回が放送された。
- 鉄道チャンネルでも2011年7月から2012年6月、2013年7月1日から2014年6月まで、および2015年3月1日から一部の回が放送されていた。
- 地上波では独立局のTOKYO MXでも2012年6月から、岐阜放送でも2013年5月から放送されている。
- 本放送終了後は、特番2時間番組として不定期で新作が放送されている。八木早希が旅人として登場する場合が多い。

## 放送リスト
- 第1回 山口線
- 第2回 近畿日本鉄道（伊勢志摩ライナー、難波 - 賢島）
- 第3回 嵯峨野観光鉄道・叡山電鉄
- 第4回 大井川鐵道
- 第5回 紀勢本線
- 第6回 高山本線
- 第7回 釧網本線
- 第8回 久大本線
- 第9回 東武鉄道 [注 1]
- 第10回 中央本線
- 第11回 高千穂鉄道（廃止）・南阿蘇鉄道
- 第12回 磐越西線 2004年1月取材
- 第13回 土讃線 2004年7月取材
- 第14回 鹿児島本線・九州新幹線・肥薩おれんじ鉄道 2004年4月取材
- 第15回 五能線・津軽鉄道
- 第16回 近畿日本鉄道（さくらライナーなど、京都 - 橿原神宮前 - 吉野）2004年6月取材
- 第17回 北近畿タンゴ鉄道 2004年3月取材
- 第18回 SL復活25周年編（第1回山口線とは異なる）2004年8月取材
- 第19回 智頭急行 2006年7月取材
- 第20回 室蘭本線（前編）
- 第21回 室蘭本線（後編）2008年6月取材。第20回の再放送休止以降は全区間を紹介。
- 第22回 黒部峡谷鉄道・箱根登山鉄道
- 第23回 阪神電気鉄道・山陽電気鉄道（阪神梅田 - 山陽姫路）2008年5月取材
- 第24回 木次線
- 第25回 留萌本線
- 第26回 北陸本線 2007年11月取材
- 第27回 豊肥本線 2008年8月取材
- 第28回 釜石線・山田線・岩泉線 2008年10月取材
- 第29回 宗谷本線
- 第30回 大糸線 2007年8月取材
- 第31回 予讃線（2009年6月19日）[注 2]
- 第32回 信越本線（2009年7月24日）
- 第33回 阪神電気鉄道・近畿日本鉄道（阪神三宮 - 大阪難波 - 近鉄奈良）（2009年8月28日）
- 第34回 紀勢本線（2009年9月25日。第5回とは異なる）
- 第35回 山陰本線（前編）京都 - 米子（2010年2月6日）
- 第36回 山陰本線（後編）米子 - 幡生（2010年3月13日）
- 第37回 長崎本線（2010年4月22日）
- 第38回 根室本線（2010年5月20日）
- 第39回 南海電気鉄道（2010年6月10日）
- 第40回 富山地方鉄道（2010年7月8日）
- 第41回 飯田線（2010年8月5日）
- 第42回 小浜線・えちぜん鉄道（2010年9月9日）
- 第43回 肥薩線（2010年10月21日）
- 第44回 東北本線（仙台 - 青森）・大湊線・IGRいわて銀河鉄道・青い森鉄道（2010年11月18日）
- 第45回 指宿枕崎線（2010年12月9日）
- 第46回 函館本線（2011年1月13日）
- 第47回 伯備線・一畑電車（2011年2月10日）
- 第48回 山陽本線（前編）神戸 - 尾道（2011年3月10日）
- 第49回 山陽本線（後編）尾道 - 門司（2011年3月27日）
- 第50回 日豊本線（2011年5月5日）
- 第51回 くま川鉄道（2011年6月9日）
- 第52回 のと鉄道・津軽鉄道・伊豆急行（2011年7月7日）
- 第53回 筑肥線・松浦鉄道（2011年8月4日）
- 第54回 富良野線・長野電鉄・氷見線・城端線（2011年9月8日）
- 第55回 高徳線・鳴門線・徳島線（2011年10月20日）
- 第56回 伊賀鉄道・伊予鉄道・秩父鉄道（2011年11月3日）
- 第57回 日高本線（2011年12月8日）
- 第58回 津軽海峡線（2012年1月19日）
- 第59回 陸羽東線・陸羽西線（2012年2月9日）
- 第60回 内房線（2012年3月1日）
- 第61回 上越線（2012年4月5日）
- 第62回 外房線（2012年5月10日）
- 第63回 千歳線（白石 - 南千歳）・石勝線（2012年6月7日）
- 第64回 石北本線（前編）旭川 - 遠軽（2012年7月5日）
- 第65回 石北本線（後編）遠軽 - 網走（2012年8月9日）
- 第66回 江ノ島電鉄（2012年9月6日）
- 第67回 牟岐線・阿佐海岸鉄道・土佐くろしお鉄道ごめん・なはり線（2012年10月4日）
- 第68回 釧網本線（2012年11月8日。 第7回とは異なる）
- 第69回 羽越本線（2012年12月13日）
- 第70回 湖西線（2013年1月10日）
- 第71回 奥羽本線（前編）（福島 - 大曲）（2013年2月7日）
- 第72回 奥羽本線（後編）（大曲 - 青森）（2013年3月7日）
- 第73回 天竜浜名湖鉄道（2013年4月5日）
- 第74回 近畿日本鉄道（「しまかぜ」、大阪難波 - 賢島・信貴線・西信貴ケーブル）（2013年5月10日）
- 第75回 小海線（2013年6月7日）
- 第76回 長良川鉄道（2013年7月5日）
- 第77回 広島電鉄（2013年8月9日）
- 第78回 伊豆箱根鉄道駿豆線（2013年9月6日）
- 第79回 秋田内陸縦貫鉄道（2013年10月27日）
- 第80回 芸備線、姫新線（2013年11月3日）
- 第81回 田沢湖線（2013年12月1日）
- 第82回 赤穂線（2014年1月12日）
- 第83回 花輪線（2014年2月9日）
- 第84回 播但線、山陰本線（和田山 - 浜坂）（2014年3月2日）
- 第85回 東北本線（東京 - 仙台）（2014年4月13日）
- 第86回 津山線、因美線、若桜鉄道（2014年5月11日）
- 第87回 阪神電気鉄道・近畿日本鉄道（神戸三宮 - 大阪難波 - 賢島）（2014年6月8日）
- 第88回 しなの鉄道（2014年8月3日）
- 第89回 呉線（2014年9月14日）
- 第90回（最終回） 阪堺電気軌道（2014年9月28日）

### スペシャル
列島縦断ローカル線の旅
2010年3月29日 2:15 - 4:05
富良野線、津軽鉄道、秩父鉄道、のと鉄道、伊賀鉄道、予土線、日南線を紹介。

旅情満喫 特選! ふるさと列車
2010年12月12日 13:00 - 14:55
三陸鉄道、氷見線、城端線、長野電鉄、伊豆急行、御殿場線、伊予鉄道、島原鉄道を紹介。

甦れ!東北の鉄路
2012年3月25日

鉄道開通140年記念 東海道本線
2012年10月7日 17:00 - 18:55

全国百線鉄道の旅 東日本大震災から2年 甦れ!東北の鉄路2013
2013年4月13日 19:00 - 20:55

絶景!ぐるり北海道
2013年11月10日 17:00 - 18:55

甦れ!東北の鉄路2014
2014年5月18日 19:00 - 20:55
岩手めんこいテレビで放送時は「全国百線～」で始まる番組タイトルだった。

四国霊場開創1200年 鉄道遍路旅
前編 2014年7月13日 14:00 - 15:55
後編 2014年11月2日 19:00 - 20:55
ナレーションを務める八木早希がお遍路に扮し、遍路旅をする。

京都気ままに途中下車
2015年3月8日 17:00 - 18:55
レポーター八木早希が京阪電鉄、叡山電鉄、京福電気鉄道（嵐電）、嵯峨野観光鉄道を乗り継ぎながら旅をする。

甦れ!東北の鉄路2015
2015年4月4日 19:00 - 20:55

世界遺産エクスプレス
2015年7月19日 17:00 - 18:55
奈良から姫路にかけての世界遺産を結ぶ近鉄奈良線、阪神なんば線、阪神本線、山陽電鉄本線の沿線を鉄道で旅する。

九州縦断世界遺産の旅
2015年10月4日 17:00 - 18:55
九州にある明治日本の産業革命遺産を観光列車に乗って巡る旅。

列島縦断SLの旅
2016年1月10日 17:00 - 18:55
一度は乗ってみたいSLの旅の魅力を各沿線の風景や観光地とともに紹介する。

東日本大震災から5年 甦れ!東北の鉄路 1750日の記録
2016年3月12日 12:00 - 13:57

世界遺産の霊峰 高野山と吉野山
2016年4月3日 17:00 - 18:55
世界遺産シリーズ第3弾

温泉大国九州 -ほっこり三昧-
2016年5月28日 15:00 - 16:55
特急ゆふいんの森に乗り『おんせん県・大分』を訪ねる旅。

夏旅!北海道-函館本線・富良野線
2016年8月21日 13:00 - 14:55
北海道新幹線も紹介された。

富山平野から立山黒部アルペンルートへ
2016年10月16日 17:00 - 18:55

奈良大和路巡礼の旅
2016年12月11日 17:00 - 18:55

甦れ!東北の鉄路2017 東日本大震災から6年
2017年3月12日 17:00 - 18:55

海の京都へ
2017年6月4日　17:00 - 18:55
京都から山陰本線、舞鶴線、京都丹後鉄道と乗り継いで「海の京都」を旅する。

特急リバティとSL大樹に乗って
2017年7月30日　17:00 - 18:55

妙高から北陸へぶらり旅
2017年10月22日 18:00 - 19:55

再発見!三重から愛知へ 近畿日本鉄道 名古屋鉄道
2018年1月28日 18:00 - 19:55

甦れ!東北の鉄路2018 東日本大震災から7年
2018年3月11日 18:00 - 19:55

昭和の旅路 山陽 倉敷から山陰 倉吉へ
2018年7月1日 18:00 - 19:55
倉敷から伯備線・姫新線・因美線・若桜鉄道・山陰本線と乗り継ぎ、倉吉までの旅。山地真美が旅人として出演。

四国まんなか秘境の旅 土讃線
2018年10月28日 18:00 - 19:55
丸亀から予讃線、土讃線と乗り継ぎ、高知までの旅。番組内では「四国まんなか千年ものがたり」、アンパンマン列車、とさでん交通の外国電車・維新号も紹介された。吉竹史が旅人として出演。

甦れ!東北の鉄路2019 リアス線163キロ全線開通 三陸鉄道の2936日
2019年3月31日 18:00 - 19:55

皇室ゆかりの地を巡る京の旅
2019年6月2日 18:00 - 19:55

天皇ゆかりの地をめぐる世界遺産の旅
2019年11月3日 18:00 - 19:55

蘇れ!東北の鉄路2020 JR常磐線 三陸鉄道 全線運転再開
2020年4月12日 18:00 - 19:55

新潟漫遊美食の旅
2020年7月19日 18:00 - 19:55
新潟駅から信越本線で出て羽越本線で月岡温泉へ。次に東三条に戻り弥彦線で燕へ。弥彦では弥彦山ロープウェイに乗って彌彦神社を巡る。長岡から上越線で湯沢・魚沼エリアへ。六日町から北越急行ほくほく線で十日町へ。日本初のシアター・トレイン「ゆめぞら」でトンネルを抜け、糸魚川へ。最後は観光列車「えちごトキめきリゾート雪月花」で妙高高原に向かう。吉竹史が旅人として出演。

三陸縦断秘境の旅 三陸鉄道リアス線
2020年10月25日 18:00 - 19:55
久慈駅から盛（大船渡）まで三陸鉄道リアス線を旅する。吉竹史が旅人として出演。

甦れ！東北の鉄路2021 検証 東日本大震災から10年
2021年3月6日 19:00 - 20:55
公式サイトでは「これまでのシリーズ完結編として、この10年を振り返ります。」としていたが、この後も番組は続いた。

祈りの回廊を巡る 伊勢 熊野
2021年8月8日 19:00 - 20:55
名古屋駅から近鉄線で、松阪駅からはJR紀勢本線で新宮駅まで、伊勢・熊野を旅する。吉竹史が旅人として出演。

太子ゆかりの地を巡る -聖徳太子没後1400年-
2021年11月7日 19:00 - 20:55
奈良からJR大和路線で法隆寺へ。斑鳩の地を周り、新王寺から近鉄田原本線・橿原線・吉野線を乗り継いで飛鳥へ。橘寺や飛鳥宮跡を訪ねたあと、飛鳥から田原本に戻り再び斑鳩を訪れ、その後南大阪線で上ノ太子へ。聖徳太子御廟を訪問し、羽曳野で太子ワインを味わい、大阪阿部野橋へ。四天王寺を訪れる。最後は山陽本線で兵庫県太子町へ。旅人は八木早希。漫画家里中満智子がゲスト出演。

甦れ！東北の鉄路2022 3.11を忘れない 東北に石油を運べ! -緊急輸送列車を走らせた鉄道魂-
2022年3月6日 12:00 - 13:55
ナビゲータに六角精児を迎え、震災時の東北方面への石油輸送の記録を中心にまとめられた。

北陸名湯ほっこり旅
2022年7月10日 12:00 - 13:55（サンデードキュメンタリー枠）
電鉄富山駅から富山地方鉄道本線で黒部宇奈月温泉駅へ。富山地方鉄道で2022年2月に譲渡された元西武鉄道のニューレッドアロー号を紹介。宇奈月温泉駅から黒部峡谷鉄道で黒薙駅へ。黒部宇奈月温泉駅から富山地方鉄道で電鉄富山駅へ。富山市内の路面電車紹介。富山駅からあいの風とやま鉄道線の観光列車一万三千尺物語に乗車。富山市郊外にあるリバーリトリート雅楽倶に宿泊。JR西日本富山駅から北陸新幹線でJR西日本金沢駅へ。金沢城公園を散策。隣接している国立工芸館、金沢21世紀美術館紹介。金沢の地元鉄道北陸鉄道浅野川線で内灘駅へ。内灘海岸紹介。JR西日本金沢駅からJR西日本北陸本線で加賀温泉駅へ。加賀温泉郷紹介。JR西日本北陸本線は福井県内へ。東尋坊、永平寺、福井県立恐竜博物館紹介。JR西日本福井駅から特急サンダーバードで大阪へ。通天閣へ。吉竹史が旅人として出演。

いざいざ奈良-1300年の時を超えて、いま-
2022年11月13日 12:00 - 13:55（サンデードキュメンタリー枠）
JR東海観光キャンペーン「いざいざ奈良」に合わせた企画。京都駅で新幹線から特急車12200系から改造された車輌を使った近鉄京都線の観光特急「あをによし」に乗車し、奈良へ。東大寺、平城宮跡などを巡る。大和西大寺駅から橿原線で西ノ京駅に移動、唐招提寺、薬師寺を訪れる。西ノ京駅から橿原線で平端駅へ、天理線に乗り換え、天理へ。なら歴史芸術文化村を訪ね、天理からJR万葉まほろば線で桜井へ。安倍文殊院、聖林寺、多武峰談山神社を訪れた後は観光特急青の交響曲(シンフォニー)で吉野へ。金峯山寺を訪れ、長谷寺駅へ移動し長谷寺へ。最後は近鉄大阪線で室生口大野へ移動し、室生寺を訪れた。旅人は八木早希。ナレーションも兼ねる。

甦れ!東北の鉄路2023 -岐路に立つローカル線-
2023年3月12日 18:00 - 19:55

放送開始20周年記念　福岡・熊本・佐賀・長崎へ
2023年10月1日　12:00 - 14:00（サンデードキュメンタリー枠）
旅人は吉竹史。西鉄福岡駅から西鉄天神大牟田線と太宰府線で太宰府へ向かい、菅原道真を訪ねる。西鉄二日市駅からは柳川観光列車「水都 -すいと-」で西鉄柳川駅へ。水の都・柳川で北原白秋を訪ねる。城下町・柳川のシンボル、柳川藩主立花邸御花訪問の後、御花の船着き場から川下りを楽しみ、郷土料理の鰻のせいろ蒸しに舌鼓を打つ。再び天神大牟田線で大牟田まで行き三池炭鉱跡を訪ね、三井港倶楽部でフレンチの鉄人・坂井宏行氏監修のランチをいただく。大牟田からはJR九州鹿児島本線に乗り換え、[田原坂へ。西南戦争の悲惨さに思いを寄せる。熊本に移動し、路面電車で熊本城へ。熊本地震からの復旧状況を見学する。熊本からはSL人吉に乗車するが、 58624号を「8600型の24号機」と誤った紹介をしていた。列車内では車内限定の「SL人吉86(ハチロク)弁当」をいただき、鳥栖へ。リレーかもめに乗り換え、武雄温泉駅へ。武雄温泉楼門、武雄温泉新館、御船山楽園を訪ね、黒牟田焼にふれ、西九州新幹線で長崎へ。路面電車で平和公園へ。グラバー邸、出島とまわり、快速列車シーサイドライナーでハウステンボスへ。園内の遊具や食事を楽しみ、佐世保駅へ。松浦鉄道に乗り換え、日本最西端の駅・たびら平戸口駅へ。看板では日本最南端の駅が西大山駅と紹介されていた。 
北海道を走ろう ～道南 道央ぐるり旅～
2023年11月26日 12:00 - 14:00（サンデードキュメンタリー枠)
今こそ鉄路を活かせ！ 地方創生への再出発
2024年5月5日 12:00 - 14:00（サンデードキュメンタリー枠）
EPG上の説明にて「甦れ!東北の鉄路」シリーズの続編とした説明がされている。全国の廃線の危機にあるローカル線について語られている。
※日時は初回放送日

## スタッフ
- ナレーション
  - 藤田千代美（第1回 - 第78回、甦れ!東北の鉄路、2018年7月1日）
  - 村田好夫 (甦れ!東北の鉄路)
  - 八木早希（第79回 - 、元毎日放送アナウンサー）
  - 大島榎奈 (2016年10月16日)
- 製作：BSフジ
- 製作著作：Y's PROJECT

## サウンドトラック
C MUSIC professional Library の「コスモス」がサウンドトラックとして使用されている。現在Spotifyにて公開されている。